# 乳黄叶杜鹃
乳黄叶杜鹃（学名：Rhododendron galactinum）为杜鹃花科杜鹃花属下的一个种。

## 扩展阅读
- 維基物種上的相關：乳黄叶杜鹃